# Vzhodna Azija
Vzhodna Azija je regija Azije, ki geografsko pokriva ozemlje 12.000.000 km² oz. 28 % azijske celine.
V Vzhodni Aziji se nahajajo naslednje države:
- Kitajska (s Hong Kongom in Macaom)
- Republika Kitajska (Tajvan)
- Severna Koreja
- Južna Koreja
- Japonska
- Mongolija - po nekaterih definicijah sodi v Srednjo Azijo

Poleg teh držav vključuje regija tudi Ruski Daljni vzhod.